# North Andover (Massachusetts)
North Andover es un pueblo ubicado en el condado de Essex en el estado estadounidense de Massachusetts. En el Censo de 2010 tenía una población de 28.352 habitantes y una densidad poblacional de 394,56 personas por km².

## Geografía
North Andover se encuentra ubicado en las coordenadas 42°40′26″N 71°5′29″O / 42.67389, -71.09139. Según la Oficina del Censo de los Estados Unidos, North Andover tiene una superficie total de 71.86 km², de la cual 68.13 km² corresponden a tierra firme y (5.18%) 3.72 km² es agua.

## Demografía
Según el censo de 2010, había 28.352 personas residiendo en North Andover. La densidad de población era de 394,56 hab./km². De los 28.352 habitantes, North Andover estaba compuesto por el 88.69% blancos, el 1.78% eran afroamericanos, el 0.1% eran amerindios, el 6.3% eran asiáticos, el 0.01% eran isleños del Pacífico, el 1.62% eran de otras razas y el 1.5% pertenecían a dos o más razas. Del total de la población el 4.93% eran hispanos o latinos de cualquier raza.